# Paul Nelson (journaliste)
Pour les articles homonymes, voir Nelson et Paul Nelson (homonymie).
Paul Nelson (né le 21 janvier 1936 et décédé aux alentours du 5 juillet 2006) est un critique musical et journaliste américain, surtout connu pour avoir collaboré avec Sing Out! , Le Village Voice et Rolling Stone.
Né à Warren, Nelson achève ses études à l'Université du Minnesota. C'est là qu'il fait la connaissance de Bob Dylan, et participe à la fondation de The Little Sandy Review, revue emblématique du renouveau de la musique folk aux États-Unis. En tant que critique, il a défendu Dylan, Leonard Cohen, Elliott Murphy, Willie Nelson, Bruce Springsteen, Jackson Browne, Neil Young, Ramones, les Sex Pistols et Warren Zevon.

## Biographie
Paul Nelson est né à Warren dans le Minnesota. Il suit sa scolarité au St. Olaf College puis à l'Université du Minnesota.
En 1961, il fonde avec son ami John Pankake la revue Little Sandy Review, consacrée à la musique folk. C'est après avoir découvert cette revue, que Bob Dylan cherche à se lier avec lui.
En 1963, Nelson emménage à New York dans l'espoir de devenir critique de cinéma. Là-bas, il devient le rédacteur en chef de la revue folk Sing Out!. Il travaille ensuite pour les revues Circus et Rolling Stone.
En 1970, il est employé par Mercury Records comme publicitaire. C'est lui qui compile l'album live 1969 du Velvet Underground. C'est également lui qui repère les New York Dolls, mais l'échec commercial de ces derniers lui coûte son poste chez Mercury. Il retourne ensuite chez Rolling Stone où il reste jusqu'en 1983.